# کرو ویلیج (آرکانزاس)
کرو ویلیج (به انگلیسی: Crow Village) یک منطقهٔ مسکونی در ایالات متحده آمریکا است که در Bethel Census Area واقع شده‌است.